# Кузов
Ку́зов — часть автомобиля или другого транспортного средства, предназначенная для размещения пассажиров и груза. Кузов крепится к раме автомобиля. Распространены безрамные несущие кузова, выполняющие одновременно функцию рамы — к ним крепятся все остальные узлы и агрегаты автомобиля.

## История развития
Форма автомобиля зависит от компоновки и конструкции, от применяемых материалов и технологии изготовления кузова. В свою очередь, возникновение новой формы заставляет искать новые технологические приёмы и новые материалы. На развитие формы автомобиля воздействуют социально-экономические факторы и, в силу особого качества автомобиля — его «престижности», мода. Долговечность кузова связана с его антикоррозионной подготовкой. Антикоррозионная защита достигается использованием как особых материалов самого кузова, так и материалов покрытия кузова. В качестве поверхностной защиты используют оцинковку и лакокрасочное покрытие.

### Грузовой автомобиль

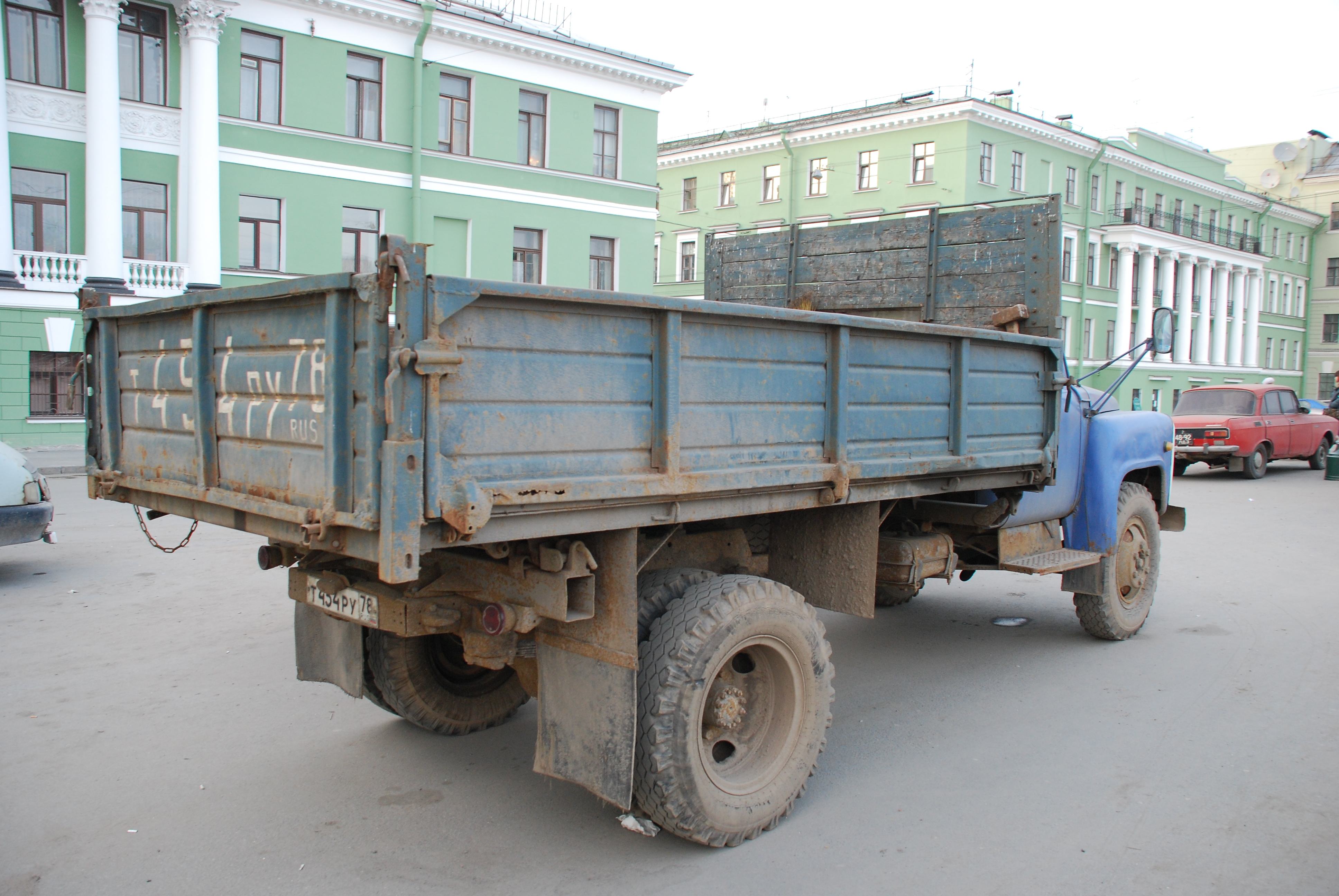
Кузов (бортовая грузовая платформа) автомобиля ГАЗ-52

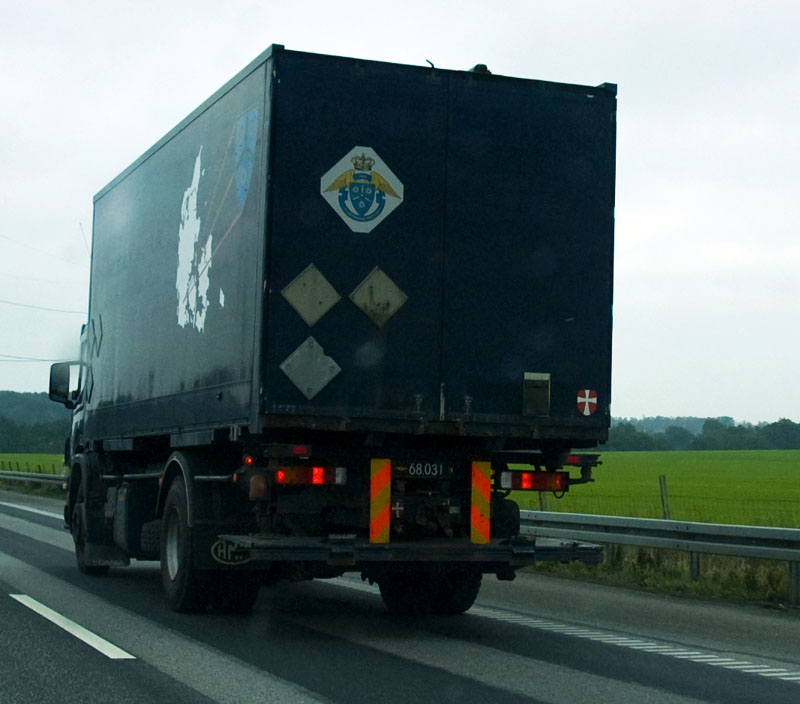
Кузов (фургон) автомобиля Scania P230

У грузовика кузов состоит из кабины водителя и грузовой платформы (часто только её и называют кузовом).
У грузовых автомобилей кузовом называют конструктивную часть, предназначенную для перевозки грузов.
Кузов грузовика может быть:
- универсальным общего назначения (как правило бортовой, в том числе с откидными бортами как правило на одну (пикапы) или на три стороны, но уже оборудование такого кузова съемным тентом, позволяет отнести его к специализированным, кстати, к специализированным относится и безбортовая платформа для перевозки негабаритных неделимых грузов, а также бортовой грузовик с краново-манипуляторной установкой (КМУ);
- специализированным (для перевозки тарных, навалочных и жидких грузов), включая: самосвальную платформу для перевозки навалочных грузов, в том числе с разгрузкой на одну (как правило строительного назначения), на две (как правило для работы в составе автопоезда) или на три стороны (часто сельскохозяйственного назначения); фургон, в том числе цельнометаллический (ЦМФ), то есть объединённый в единый объём с кабиной, а также фургон-бокс, включая изотермический или рефрижераторный (возможны также и на базе ЦМФ); цистерну в том числе для перевозки воды и пищевых жидкостей (включая молоко, вино, пиво/квас, пищевое масло, сахар-сырец и т. д.), сырой нефти и нефтепродуктов, химических веществ и жидких (сжиженных) газов (пропана, метана, азота, кислорода и проч.); платформу с кониками для перевозки хлыстов или сортиментов, или труб; платформу для перевозки ISO-контейнеров и танк-контейнеров со специальными креплениями-замками; платформу-автоэвакуатор неподвижного и подвижного типа; кузов для перевозки строительных грузов (панелей, блоков, ферм и т. п.); военного снаряжения (например, боеприпасов и понтонных парков); седельным тягачом с ССУ для транспортировки полуприцепов;
- специальным (технологические установки, где грузовое шасси служит лишь средством доставки технологической установки к месту или с места работы), включая: автовышки, автокраны, бурильные установки, насосные установки, пожарные машины, включая автолестницы, надстройки типа КУНГ, технологические надстройки для аэродромов, добывающих производств, вооруженных сил (включая саперные, химические и прочие виды войск), полиции (включая бронеавтомобили с водомётами) и прочих сил и т. п.;
- носители вооружения, в том числе стрелкового (пулемёты) и артиллерийских (противотанковые пушки, гаубицы и зенитки) систем, а также реактивных систем (систем залпового огня, ракет классов «земля-земля» и «земля-воздух»)), включая оснащенные ядерными боеголовками, химическими и прочими видами ОМП.

Конструктивную часть грузового автомобиля предназначенную для водителя и одного или большего числа пассажиров (но не более 8 человек) называют кабиной.
Кабина может быть:
- по конструктивному исполнению относительно двигателя:

- кабина с капотом (кабина за двигателем), включая варианты с двигателем за передней осью, над передней осью и перед передней осью;
- бескапотная кабина над двигателем,
- бескапотная кабина перед двигателем (обычной высоты или пониженной — для автокранов и прочих спецмашин),

- по числу рядов сидений в кабине:

- однорядная (или одинарная);
- двухрядная (или двойная);
- многорядная.

### Легковой автомобиль

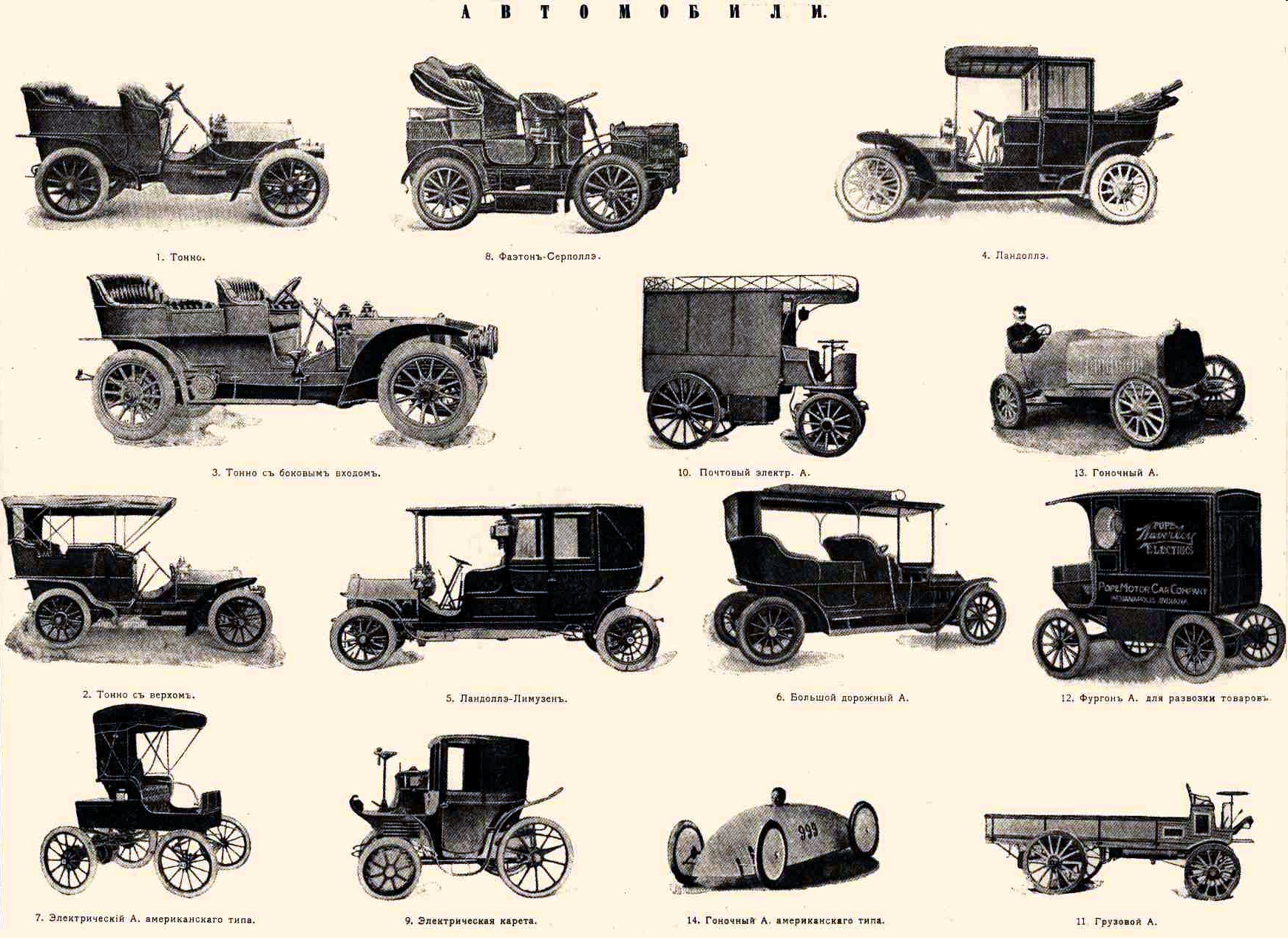
Кузова автомобилей начала XX века

К началу XX века форма автомобиля начала постепенно отходить от своего прототипа — конного экипажа, появились сугубо автомобильные приёмы компоновки. Двигатель занял довольно неудобное для размещения пассажиров место — между большими крыльями передних управляемых колёс; радиатор разместился спереди — для охлаждения его встречным потоком воздуха; ведущие колёса — задние, что выгодно для улучшения тяговых качеств автомобиля. С конструктивной точки зрения такая компоновочная схема оказалась вполне рациональной; совершенствуясь, она сохранилась до наших дней и получила название «классическая компоновка». Двигатель, трансмиссия, ходовая часть крепились к раме. Всё в целом называлось «шасси». Шасси могло двигаться и существовать без кузова. Кузов устанавливался на шасси как отдельный и независимый для выполнения агрегат. С кузовом получался уже автомобиль, предназначенный для выполнения определённой функции.

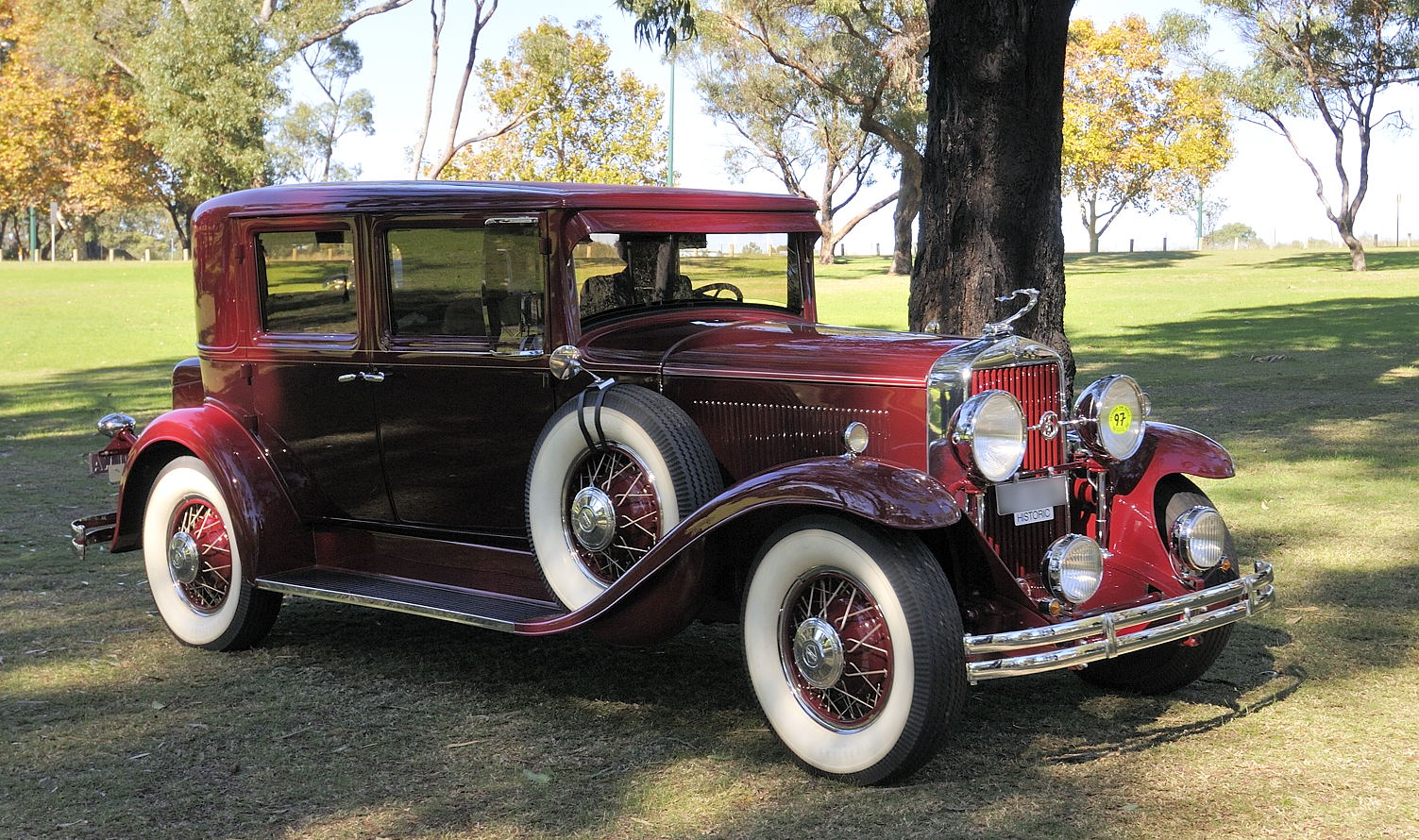
LaSalle Sedan 1930 года

На развитие формы автомобиля воздействуют социально-экономические факторы и, в силу особого качества автомобиля как предмета престижного потребления, — мода. Первым стали систематически и целенаправленно заниматься художественным конструированием автомобиля американцы. В 1926 году концерн General Motors создал группу по художественному конструированию. А уже в 1927 году была выпущена модель La Salle, спроектированная художниками-конструкторами. Её успех, как отметили современники, дал профессии дизайнера отличную рекламу.

## Галерея

Развитие классической компоновки легкового авто
Схема композиционного построения формы авто-2